# 低苦艾乐队
低苦艾乐队（英文名：Low Wormwood）是中国极富西北特色的民谣摇滚乐队，前身是1999年成立于中国甘肃省兰州市的唇锈乐队，2003年改为现名，由主唱兼木吉他手刘堃、吉他手周旭东、贝斯手席斌、打击乐手窦涛4人组成。他们的音乐以质朴的民谣为根基，风格独立、迷幻，有很浓的实验色彩。风格沿袭了低调与民族，编配加入了埙，木鱼，词牌铃等大量的民族乐器及丰富的采样，强化了音乐氛围的营造，作品日臻成熟。

## 乐队成员
- 木吉它/主唱：刘堃
- 吉它：周旭东
- 贝司：席斌
- 鼓与打击：窦涛

## 唱片专辑
- 《我们不由自主的亲吻对方》  2008.12.24
- 《兰州 兰州》 2011.09.30
- 《守望者》 2013.09.24
- 《花草树木》  2014.10.21

## 作品年表
- 《苦艾酒》EP 2006年/者来寨唱片
- 《低苦艾》2007/口袋唱片
- 《五指》网络EP2008年/不插电
- 《黄河上游》EP 2008年/者来寨唱片
- 《我们不由自主的亲吻对方》2009/兵马司唱片
- 《兰州 兰州》2011/兵马司唱片
- 《守望者》2013/兵马司唱片
- 《花草树木》2014/摩登天空

## 成就
近年来，低苦艾获得华语传媒奖最佳乐队、豆瓣阿比鹿最佳专辑、阿比鹿年度单曲、中国摇滚20年最佳唱片得主等一系列奖项。